# Лонавла
Лонавла (Лонавала) — місто та гірська станція, міська рада в окрузі Пуне, штат Махараштра. Розташоване за 64 км від міста Пуне та 96 км — від Мумбаї, у місті знаходиться зупинка на залізниці між цими містами. Згідно з переписом 2001 року в місті проживало 55 652 особи, середній рівень грамотності — 75 %, дітей у віці до 6 років — 11 %.
В Лонавлі виробляють традиційний індійський вид карамелі чіккі.
У середні віки місто перебувало у складі держави династії Сеунів, згодом — імперії Великих Моголів. Форти в околицях відіграли значну роль у історії Маратхської імперії.
Важливим джерелом доходів є туризм — особливо привабливі два пагорби-близнюки біля Лоналви, ціла низка печер (з-поміж них Печера Карла [कार्ले]), старі форти, зокрема Раймахі — відігравав важливу роль під час першої англо-маратхської війни, форт Логахад — розташований на висоті 1030 м над рівнем моря. Неподалік є дамба Бхуші.